# Potok Wielki (Lublin)
Potok Wielki is een dorp in het Poolse woiwodschap Lublin, in het district Janowski. De plaats maakt deel uit van de gemeente Potok Wielki.

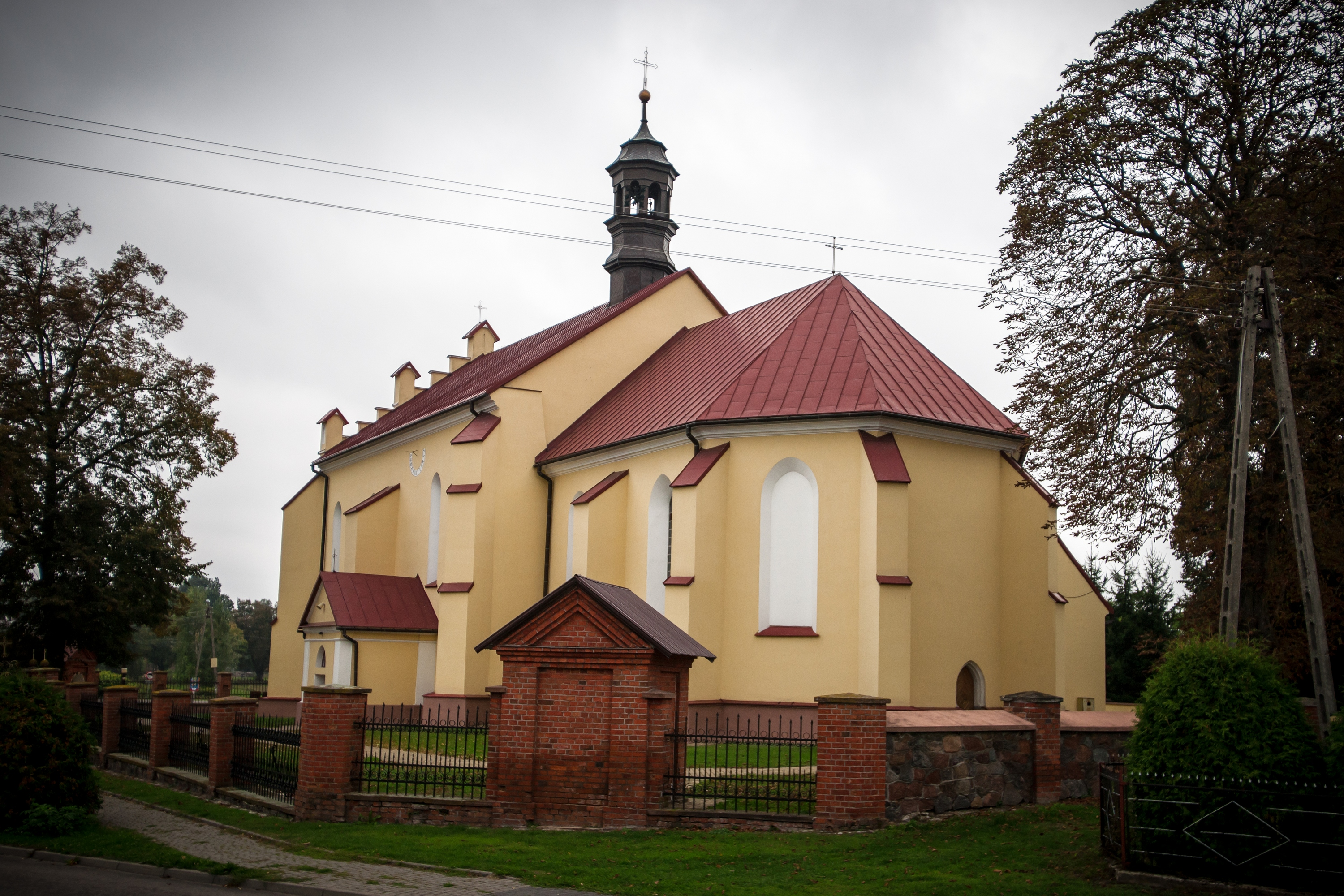
Kerk in Potok Wielki